# Luca Bernardini
Luca Bernardini (ur. 12 grudnia 1961) – włoski polonista, profesor języka i literatury polskiej na Uniwersytecie w Mediolanie.

## Życiorys
W 1990 roku obronił pracę magisterską pt. „History and Politics in Polish Literary Memories after WW II” na Uniwersytecie we Florencji. W latach 1991–1996 naukę kontynuował na rzymskim Uniwersytecie La Sapienza, gdzie odbył studia doktoranckie. W 1997 obronił pracę doktorską pt. „The Image of the False Demetrius’ Muscovy in Early XVIIth Century Polish Memoires”. W latach 1999–2001 był zatrudniony jako wykładowca języka i literatury polskiej na Uniwersytecie w Pizie. Od 1998 roku związany jest z Uniwersytetem w Mediolanie, gdzie wykładał takie przedmioty jak: kultura polski, polska literatura, współczesna literatura polska. W 2010 został nominowany na profesora nadzwyczajnego Katedry Slawistyki.

## Nagrody
- W 2010 został uhonorowany nagrodą Polonicum za wkład w promowanie kultury polskiej poza granicami kraju[1].
- W 2013 otrzymał odznakę honorową „Bene Merito”, przyznawaną za wzmacnianie pozycji Polski na arenie międzynarodowej.

## Konferencje międzynarodowe
- Wizerunek sąsiadów: Polacy w oczach Rosjan, Rosjanie w oczach Polaków, Warszawa, 5–7.12.1999, Polska Akademia Nauk[2].
- Miron Białoszewski 1922–1983, Paryż, 13-14.03.2002, Université Paris IV, Sorbonne
- Italia-Polonia-Europa, Rzym, 11–12.10.2005, PAN.
- Cracovia e Firenze: il patrimonio culturale, Kraków, 1–2.02.2007, Międzynarodowe Centrum Kultury i Instytut Kultury Włoskiej.
- Il mondo familiare di Czesław Miłosz, Rzym, 1–3.12.2011, Uniwersytet „La Sapienza”, PAN, Instytut Polski w Rzymie, Biblioteka Narodowa w Rzymie.
- Jan Karski – Witness, Emissary, Man’ Polish-Jewish Literature Studies Center, Zamość, 6–8.10.2013, Katolicki Uniwersytet Lubelski, Związek Gmin Wyznaniowych Żydowskich w RP.
- Jan Karski: Memory and Responsibility, Chicago, 19–20.09.2014, Loyola University.

## Wybór publikacji
- Polacchi a Firenze. Viaggiatori e residenti; Poles in Florence. Travellers and residents, Nardini Editore, Florencja, 2005.
- L’ermeneutica dello stupore nella poesia di Wisława Szymborska (Ermeneutics of Amazement in Wisława Szymborska’s Poetry), „Philosophical News” 2012, nr 4 (marzec)[3].
- „W pustyni i w puszczy” (1911) di Henryk Sienkiewicz e le sue traduzioni italiane nel contesto Postcoloniale (Sienkiewicz’s Novel ‘W pustyni i w puszczy’ and its Italian Translations in a Postcolonial Context), „Kwartalnik Neofilologiczny”, R. LXI, Z. 2/2014. ISSN 0023-5911[4].
- Può esistere una polonistica postcoloniale? (What’s the chance for postcolonial polish studies to exist?), „Europa Orientalis” 2020, nr 39. ISSN 0392-4580.

Tłumaczenie: Andrzej Zaniewski, „Memorie di un ratto”, Mediolan: Longanesi, 1994. ISBN 978-8830412514.
Tłumaczenie: Jan Karski, La mia testimonianza davanti al mondo. Storia di uno stato clandestino, Mediolan 2013, ISBN 978-88-459-2734-8.